# Hardt (Sallmannshausen)
Der Berg Hardt ist eine 354,4 m hohe, bewaldete Erhebung und befindet sich im Forst Böller im Wartburgkreis in Thüringen.
Der Berg zählt ist die höchste Erhebung in der Flur der Ortschaft Sallmannshausen. In der DDR-Zeit war das Waldgebiet unzugänglich. Nach der Wende wurde der historische Verlauf des Sallmannshäuser Rennsteig als regionaler Wanderweg rekonstruiert (Kennzeichen S). Mit Hilfe des Thüringer Forstamtes Gerstungen-Marksuhl wurden mehrere Schutzhütten und Rastplätze angelegt. Über den Berg verlief auch eine Altstraße zum Nachbarort Lauchröden, sie stand unter dem Geleit der nur vier Kilometer entfernten Brandenburg.